# Flatopsis guttifera
Flatopsis guttifera är en insektsart som beskrevs av Melichar 1902. Flatopsis guttifera ingår i släktet Flatopsis och familjen Flatidae. Inga underarter finns listade i Catalogue of Life.